# Главный государственный советник налоговой службы (Украина)
Главный государственный советник налоговой службы (укр. головний державний радник податкової служби) — высшее специальное звание налоговой службы Украины до 2013 г.

## История звания
Законом Украинской ССР от 4 декабря 1990 г. № 509-XII «О государственной налоговой службе в Украинской ССР» установлено персональное звание главный государственный советник налоговой службы.
Законом Украины от 24 декабря 1993 г. № 3813-XII "О внесении изменений и дополнений в Закон Украины «О государственной налоговой службе на Украине» персональные звания работников государственных налоговых инспекций преобразованы в специальные звания должностных лиц государственных налоговых инспекций.
Звание сохранено в системе специальных званий, установленных Законом Украины от 5 июля 2012 г. № 5083-VI «О внесении изменений в Налоговый кодекс Украины относительно государственной налоговой службы и в связи с проведением административной реформы на Украине».
Законом Украины от 4 июля 2013 г. № 404-VII «О внесении изменений в Налоговый кодекс Украины в связи с проведением административной реформы» установлено новое специальное звание — главный государственный советник налогового и таможенного дела (в связи с упразднением в декабре 2012 г. Государственной таможенной службы Украины и Государственной налоговой службы Украины и образованием единого Министерства доходов и сборов Украины).

## Главный государственный советник налоговой службы (персональное звание)
После даты присвоения звания стоит номер соответствующего постановления Кабинета Министров Украины (отмечены в примечаниях) или Указа Президента Украины.
- 30 июля 1993 года, № 587[1] — Ильин Виталий Никифорович, заместитель Министра финансов Украины, начальник Главной государственной налоговой инспекции Украины (1993—1996)

## Главные государственные советники налоговой службы (специальное звание)
1. 1 апреля 1997 года, № 291[1] — Азаров Николай Янович, Председатель Государственной налоговой администрации Украины (1996—2002)
2. 26 декабря 2002 года, № 1226/2002 — Кравченко Юрий Федорович, Председатель Государственной налоговой администрации Украины (2002—2004)
3. 21 марта 2005 года, № 506/2005 — Киреев Александр Иванович, Председатель Государственной налоговой администрации Украины (2005—2006)
4. 2 июля 2008 года, № 604/2008 — Буряк Сергей Васильевич, Председатель Государственной налоговой администрации Украины (2007—2010)
5. 20 августа 2010 года, № 836/2010 — Папаика Александр Алексеевич, Председатель Государственной налоговой администрации Украины (2010)
6. 18 февраля 2011 года, № 220/2011[2] — Захарченко Виталий Юрьевич, Председатель Государственной налоговой службы Украины (2010-2011)
7. 24 августа 2012 года, № 513/2012 — Клименко Александр Викторович, Председатель Государственной налоговой службы Украины (2011—2012)